# Sort gibbon
Den sorte gibbon (Nomascus concolor) er et dyr i gibbonfamilien. Den når en længde på 45-64 cm og vejer 4,5-9 kg. Den har en karakteristisk hårkam på toppen af hovedet. Den sorte gibbon lever i det sydøstlige Asien.
Der findes to underarter.
- Hylobates concolor concolor
- Hylobates concolor hainanus

Gibbonaben lever i toppen af træerne i Sydøstasien. 
Gibbonaber er 45-64 cm lange og vejer 4-7 kg. De bliver over 40 år gamle. Hovedet er lille og æggeformet og ligner mennesket rigtig meget. Gibbonen har ingen hale. 
Hunnen er drægtig i 7 måneder, og når den føder, får den en unge. De første fire måneder tilbringer gibbonungen tæt klamrende til hunnens mave. Selv når hunnen udfører de mest akrobatiske øvelser, er ungen i stand til at holde sig fast. 
Aben spiser meget varieret. Dens kost består af knopper, frø, frugter, insekter, blade, små pattedyr og bark. Al det føde gibbonen spiser er let fordøjelig, samtidig har gibbonaben et noget mindre fordøjelsessystem end dovendyret. Da den finder sin føde forskellige steder i skoven, er den nødt til at bevæge sig meget. 
Gibbonaber lever i små flokke. De små grupper har hvert deres territorium, som de ”passer” på. Hver morgen og aften synger gibbonaberne for at fortælle andre gibboner og dyr, at det er deres territorium. Sangen er så høj, at den kan høres i et stort område af regnskoven. Når en gibbon er omkring 5-6 år jager den flok, som den har levet hele sin barndom med, den væk, for det er nu tid til, at den skal lave sin egen lille flok. 
Gibbonaben bevæger sig på en helt speciel måde. Med dens lange muskuløse arme kan den svinge sig af sted i en hurtig fart. Aben kan springe op til 12 meter. Gibbonen sætter den ene hånd foran den anden i en slags hurtig armgang, når den bevæger sig gennem skoven. Det gør, at den er i stand til at hænge i luften uden at røre noget i et kort stykke tid. Den kan også løbe oven på grenene, mens den holder balancen ved hjælp af de lange arme. Gibbonens hurtige måde at komme frem på er ikke altid sikker, for mange gibbonaber er i løbet af sin levetid faldet ned. Gibboner kommer næsten aldrig ned på jorden. Den tilbringer 95 % af sin tid oppe i træerne. 
Gibbonaber er på ingen måde modige, hvis de på nogen måde føler sig truede, stikker de af. Mennesket er gibbonens værste fjende, men det er også andre rovdyr, der jager den. Farligst for gibbonen er leoparden, ørnen, pytonslangen og måren.